# Magnetokineze
Magnetokineze je blíže nespecifikovaný princip, pomocí kterého je údajně možné například vysoušet stavby. Má být na založen na teorii volné energie přeměňované na energii elektrickou, jež posléze mění polarizaci molekul vody, které mají být následně více ovlivňovány gravitací. Odborníci hodnotí magnetokinezi jako takovou, kterou „nelze fyzikálně popsat a není jim znám žádný vědní obor, který by podpořil teorii existence ‘volné energie’ jako zdroje způsobujícího transportní procesy. Jedná se pouze o hypotézu existence neznámé veličiny, kterou nelze změřit.“